# La diosa hebrea
La diosa hebrea es un libro de 1967 del historiador y antropólogo húngaro judío Raphael Patai (1910-1996).
En este libro se argumenta que la religión judía históricamente tenía elementos de politeísmo, especialmente la adoración de diosas y un culto a la diosa madre.